# Helen Rose
Helen Rose (ur. 2 lutego 1904 w Chicago, zm. 9 listopada 1985 w Palm Springs) – amerykańska kostiumografka filmowa. Dwukrotna laureatka Oscara za najlepsze kostiumy do filmów Piękny i zły (1952) Vincente Minnellego i Jutro będę płakać (1955) Daniela Manna. Łącznie była dziesięciokrotnie nominowana do tej nagrody. Znana była również z projektowania sukni ślubnych dla największych gwiazd Hollywood lat 50., m.in. dla Grace Kelly i Elizabeth Taylor.